# Vliegramp bij Smolensk
De vliegramp bij Smolensk was een vliegramp die plaatsvond op 10 april 2010 waarbij het Poolse regeringsvliegtuig, een Tupolev Tu-154, kort voor de landing neerstortte nabij het militair vliegveld van de Russische stad Smolensk. Alle inzittenden kwamen bij het ongeluk om het leven, onder wie president Lech Kaczyński, diens vrouw en verscheidene andere hoogwaardigheidsbekleders.

## Fatale vlucht

Vluchtverloop

Het vliegtuig was opgestegen vanaf de Luchthaven Warschau Frédéric Chopin te Warschau en was op weg naar het militaire vliegveld van Smolensk. In het nabijgelegen Katyn zou de delegatie een herdenking bijwonen van het bloedbad van Katyn, dat 70 jaar eerder plaatsvond. Er waren 96 inzittenden in het vliegtuig, een Tupolev Tu-154 uit 1990.
Anderhalve kilometer voor de landing raakte het vliegtuig de boomtoppen en om 10:56 uur lokale tijd (8:56 MEZT) stortte het neer. De weersomstandigheden waren slecht: het was mistig en enkele eerdere vluchten op de luchthaven waren om die reden omgeleid. De piloot had het advies om te landen in de Wit-Russische hoofdstad Minsk of de Russische hoofdstad Moskou niet opgevolgd. Volgens het hoofd van de luchtverkeersleiding, Pavel Pljoesiny, had de piloot hem geantwoord: "Ik heb genoeg brandstof om een rondje te vliegen; ik vlieg pas naar een reservevliegveld als ik hem hier niet aan de grond krijg."
Volgens het Russische televisiestation Rossija 24 gebeurde de ramp bij de vierde landingspoging. Deze informatie is echter niet bevestigd en volgens het Russische nieuwsagentschap REGNUM waren de vier landingspogingen het werk van een ander vliegtuig, dat uit Moskou was gekomen.

## Nasleep

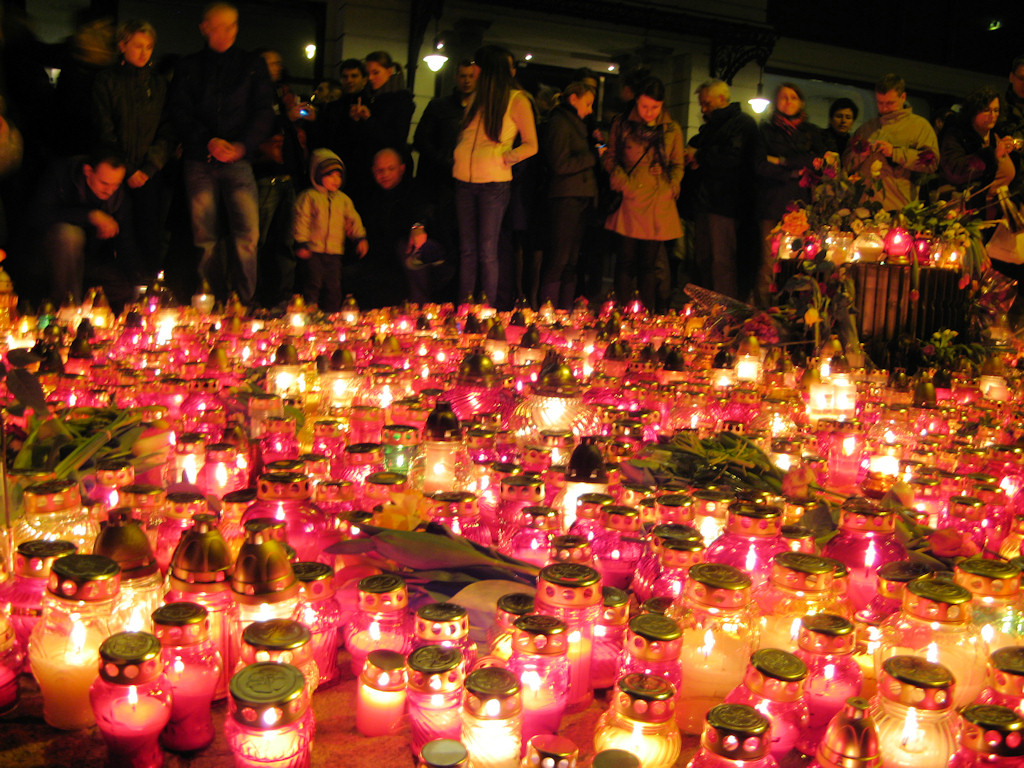
Kaarsjes en rouwenden in Warschau

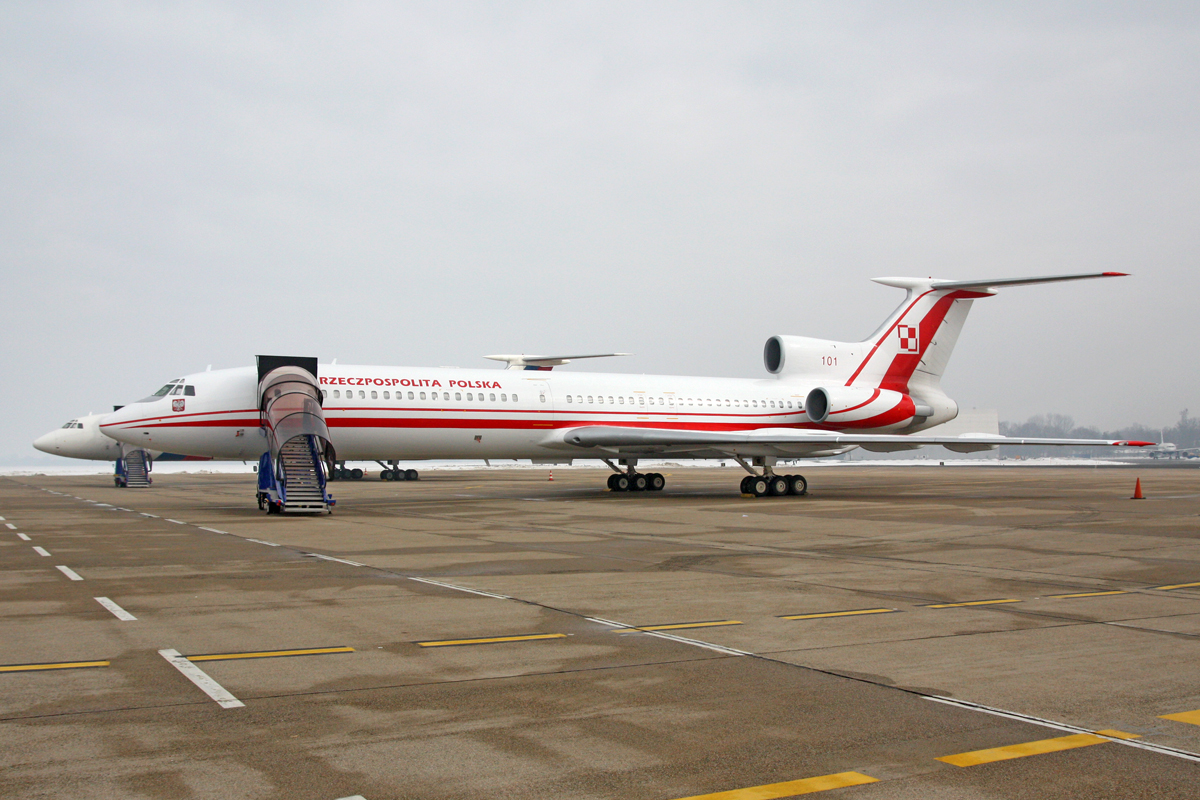
Het betreffende regeringsvliegtuig in Kroatië

Zodra het nieuws over de dood van president Kaczyński zich verspreidde in Polen, trok een grote menigte naar het Presidentieel Paleis in Warschau, om bloemen en andere attributen te leggen en te rouwen. In Polen werden twee minuten stilte gehouden en werd een week van nationale rouw ingesteld, die tot en met zondag 19 april duurde. Bij enkele voetbalwedstrijden in verschillende Europese landen werd vooraf een minuut stilte voor de slachtoffers van de ramp in acht genomen.
Op 11 april keerde het stoffelijk overschot van de president terug in Polen aan boord van een militair vliegtuig. Een grote menigte bracht hem een laatste groet toen zijn doodskist uit het vliegtuig werd gedragen en per lijkwagen naar het Presidentieel Paleis werd vervoerd, alwaar zijn lichaam werd opgebaard. In de dagen daarop werden de stoffelijke overschotten van steeds meer slachtoffers geïdentificeerd en naar Polen overgevlogen.
Op 17 april, een dag voor de begrafenis, werd in Warschau op het Piłsudskiplein (Plac Piłsudskiego) een grote manifestatie gehouden ter herdenking van de slachtoffers.
Na overleg tussen Kaczyński's tweelingbroer Jarosław (voormalig Pools premier) en huidig leider van politieke partij PIS en kardinaal Stanisław Dziwisz van Krakau werd door de familie besloten het presidentiële paar op 18 april bij te zetten in de kathedraal van Wawel, een heuvel in Krakau waar Poolse koningen en nationale helden zijn begraven. Hier bevindt zich namelijk naast de kathedraal het voormalig koninklijk paleis. Deze locatie lokte vanwege het controversiële karakter van Kaczyński's presidentschap een storm van protesten uit, en in verscheidene grote steden werd tegen deze beslissing betoogd.
Een groot aantal staatshoofden en regeringsleiders zou deze begrafenis in eerste instantie bijwonen, maar nadat het vliegverkeer in het Europese luchtruim werd stilgelegd vanwege de vulkaanuitbarsting onder de Eyjafjallajökull in IJsland, moesten veel van hen, onder wie de Amerikaanse president Barack Obama, de Canadese premier Stephen Harper en de Duitse bondskanselier Angela Merkel, afzeggen.
Conform de grondwet nam de voorzitter van de Sejm, Bronisław Komorowski van het Burgerplatform van premier Donald Tusk, na het overlijden van Kaczyński de taken van de president over. Op 21 april 2010 maakte Komorowski bekend dat er op 20 juni vervroegde presidentsverkiezingen plaats zouden vinden.
De kandidaten waren toen:
Jarosław Kaczyński PIS
Waldemar Pawlak PSL
Grzegorz Napieralski SLD
Bogdan Szpryngiel partijloos
Bogusław Ziętek Polska Partia Pracy – Sierpień 80
De winnaar werd na twee stemrondes vooralsnog Bronisław Komorowski en deze was van 6 augustus 2010 tot 6 augustus 2015 president.

## Slachtoffers

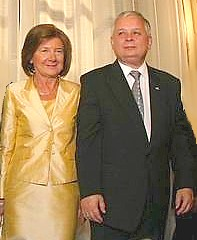
Lech Kaczyński met zijn vrouw Maria

Franciszek Gągor

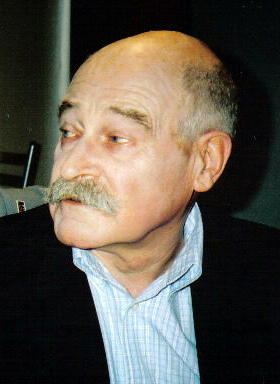
Janusz Zakrzeński

Alle 88 passagiers en de acht bemanningsleden van het vliegtuig kwamen om. Onder de slachtoffers waren naast de president en zijn vrouw ook vele oud-ministers en parlementariërs, onder wie de gedoodverfde presidentskandidaat van de SLD, Jerzy Szmajdziński, stafleden van de presidentiële kanselarij, hoge vertegenwoordigers van de strijdkrachten en de president van de Nationale Bank van Polen, Sławomir Skrzypek.

### Prominenten
- Lech Kaczyński, president van Polen
- Maria Kaczyńska, presidentsvrouw van Polen
- Krystyna Bochenek, vicevoorzitter van de Senaat van de Poolse republiek
- Tadeusz Płoski, katholiek bisschop van het Poolse leger
- Mirosław Chodakowski, orthodox bisschop van het Poolse leger
- Leszek Deptuła, lid van de Sejm
- Grzegorz Dolniak, lid van de Sejm
- Janina Fetlińska, lid van de Senaat
- Franciszek Gągor, chef van de Poolse legerstaf
- Grażyna Gęsicka, lid van de Sejm; minister van Regionale Ontwikkeling (2005-2007)
- Przemysław Gosiewski, lid van de Sejm; vicepremier (2006-2007)
- Mariusz Handzlik, onderstaatssecretaris in de presidentiële kanselarij
- Izabela Jaruga-Nowacka, lid van de Sejm; vicepremier en minister van Sociale Zaken (2004-2005)
- Ryszard Kaczorowski, laatste president van de Poolse regering in ballingschap
- Sebastian Karpiniuk, lid van de Sejm
- Andrzej Karweta, viceadmiraal van de Poolse marine
- Janusz Kochanowski, ombudsman
- Stanisław Komorowski, viceminister van defensie, voormalig ambassadeur
- Andrzej Kremer, onderminister van Buitenlandse Zaken van Polen
- Janusz Kurtyka, historicus en president van het Instytut Pamięci Narodowej
- Tomasz Merta, ondersecretaris van het ministerie van Cultuur en Nationaal Erfgoed van Polen
- Aleksandra Natalli-Świat, lid van de Sejm
- Piotr Nurowski, voorzitter van het Pools Olympisch Comité
- Maciej Płażyński, president van de Stowarzyszenie "Wspólnota Polska"; voorzitter van de Sejm (1997-2001)
- Andrzej Przewoźnik, secretaris-generaal van de Raad voor de bescherming van strijd- en martelaarslocaties
- Krzysztof Putra, vicevoorzitter van de Sejm
- Ryszard Rumianek, rector van de Uniwersytet Kardynała Stefana Wyszyńskiego
- Arkadiusz Rybicki, lid van de Sejm
- Sławomir Skrzypek, president van de Nationale Bank van Polen
- Władysław Stasiak, chef van het Kancelaria Prezydenta Rzeczypospolitej Polskiej; minister van Binnenlandse Zaken (2007)
- Aleksander Szczygło, hoofd van het bureau voor de nationale veiligheid; hoofd van de presidentiële kanselarij (2006-2007); minister van Defensie (2007)
- Jerzy Szmajdziński, vicevoorzitter van de Sejm; minister van Defensie (2001-2005)
- Jolanta Szymanek-Deresz, lid van de Sejm; hoofd van de presidentiële kanselarij (2000-2005)
- Anna Walentynowicz, lid van de vakbond Solidarność
- Zbigniew Wassermann, lid van de Sejm; minister zonder portefeuille belast met de geheime diensten (2005-2007)
- Wiesław Woda, lid van de Sejm
- Edward Wojtas, lid van de Sejm
- Paweł Wypych, minister van Buitenlandse Zaken van de presidentiële kanselarij
- Stanisław Zając, lid van de Senaat
- Janusz Zakrzeński, acteur